# Арслан Ґерай (калга)
Арслан Ґерай (Гірей) (крым. Arslan Geray , آرسلان كراى  розум. після 1783) — сераскир Едичкульської орди (1777, 1779), кримський калга (1782), син царевича Ахмеда Ґерая, онук кримського хана Девлета II Ґерая, брат ханів Шагіна Ґерая і Бахадира II Ґерая.

## Біографія
Весною 1774 року брати Бахадир і Арслан з військом з абазин прибули на допомогу своєму братові, кубанському сераскиру Шагіну Ґераю в боротьбі проти кримського хана Девлета IV Ґерая.
Російський уряд, який прагнув посадити свого ставленика, калгу Шахіна Ґерая, на ханський престол у Бахчисараї, спочатку вирішив домогтися його затвердження ханом в ногайських ордах у Закубанні, «а тому кримці вже будуть змушені визнати загальним ханом, і отже не буде поділу двох областей».
На чолі Єдичкульської орди перебував сераскер Арслан Ґерай. Незважаючи на це, едичкульці відмовилися проголосити нового хана. У своєму листі калзі Шахіну Ґераю сераскир Арслан Ґерай писав, що "вони відповідали: «Як так, ми здавна відвикли служити старанно Правовірної імперії і від цього надалі не перестанемо служити їй з такою ж вірністю, в чому знову утвердили себе присягаючою обіцянкою…».
У січні 1777 року за підтримки Росії буджацькі, єдисанські та джембойлуцькі ногайці визнали Шахіна Ґерая новим кримським ханом. Шахін Ґерай переправився до Криму, де місцеві мурзи на зборах обрали його ханом. Арслан Ґерай був залишений сераскиром Едичкульської орди, він жив за Кубанню на річці Лабі між тиміргоєвцями.
У березні 1777 року кубанський сераскир Арслан Ґерай попросив російську владу повернути фортецю Єні-Копил місцевим ногайцям, що через обставини, що пішли за Кубань. Російські загони залишили Єні-Копил і відступили в Ескі-Копил (Старий Копил).
У грудні 1777 — січні 1778 року царевич Бахадир Ґерай домовився з мурзами Едичкульскої орди переїхати до них. Він хотів звести свого сина Селіма Ґерая на посаду сераскира над усіма ногайськими ордами в Закубанні. Арслан Ґерай вирушив у Тамань до Багадира на переговори.
Арслан Ґерай, призначений Шахіном Ґераєм, сераскиром Кубанської орди, не мав реальної влади над усіма ногайськими ордами. У своєму листі до хана Арслан писав, що одна частина кубанців перейшла під владу мурзи Муси Ісламова, а інша перебралася до верхів'я Кубані. А при ньому самому залишилися люди, «найбідніші і не в змозі мене [Арслана Ґерая] утримувати».
У січні 1779 року касаївські ногайці, кочували по річці Ташле, поросили про прийняття їх під владу хана Шахіна Ґерая. Їхнім сераскиром був його рідний брат Арслан Ґерай.
У 1779 році російський генерал Олександр Суворов зустрічався зі Ставрополі з кримськими царевичами Арсланом Ґераєм та Бахадиром Ґераєм. Було досягнуто угоди, за умовами яких російські солдати не повинні були завдавати шкоди майну ногайців, було встановлено жорстока кара за мародерство, припинялося безплатне постачання російських солдатів рахунок місцевих жителів.
У 1781 році в Криму та на Кубані спалахнуло повстання проти російського ставленика, хана Шахіна Ґерая. Повстанці закликали до Криму на ханський престол старшого брата Шахіна — сераскера абазин Бахадира Ґерая. Повалений хан утік у Єнікалі, де сховався під захистом російського гарнізону. Кубанський сераскир Арслан Ґерай також виступив проти Шахіна Ґерая та підтримав свого іншого брата Бахадира, проголошеного новим ханом. Бахадир II Ґерай призначив Арслана Ґерая новою калгою.
Повалений хан Шахін Ґерай у супроводі російських військ рушив із півночі на Крим. Калга Арслан Ґерай з військом прибув у фортецю Перекоп і очолив оборону. Шахін двічі відправляв своїх послів до брата, просячи його пропустити російські війська углиб півострова. При наближенні російської армії до Перекоп практично всі кримське військо перейшло на бік хана. Арслан Ґерай спішно втік до свого брата Бахадира II Ґерая.
Хан Бахадир II Ґерай і калга Арслан Ґерай, на околицях Керчі з'єднавшись із силами царевича Халима Ґерая, вирішили чинити опір Шахину Ґераю до останньої краплі крові. Проте до листопада 1782 року російські війська під командуванням генерал-поручика А. Бальмена та генерал-поручика О. Суворова придушили повстання у Криму та на Кубані. За підтримки російських військ Шахін Ґерай вдруге вступив у Бахчисарай і зайняв ханський престол. Військо повстанців під керівництвом царевича Халима Ґерая було розбито росіянами. Хан Бахадир II Ґерай та калга Арслан Ґерай були схоплені під Керчю і доставлені до Карасубазару, де хан влаштував над ними народний суд. Шахін Ґерай вирішив жорстоко розправитися зі своїми братами та іншими лідерами повстанців. Завдяки втручанню російського командування, Бахадир та Арслан уникли смерті та були ув'язнені в Херсоні. Однак султан Халім Ґерай і ряд лідерів бунтівників були страчені.